# El Barranco, Aguascalientes
El Barranco är en ort i Mexiko.   Den ligger i kommunen Tepezalá och delstaten Aguascalientes, i den centrala delen av landet, 500 km nordväst om huvudstaden Mexico City. El Barranco ligger 1 927 meter över havet och antalet invånare är 302.
Terrängen runt El Barranco är platt söderut, men norrut är den kuperad. Runt El Barranco är det ganska tätbefolkat, med 116 invånare per kvadratkilometer. Närmaste större samhälle är Pabellón de Arteaga, 14,9 km söder om El Barranco. Omgivningarna runt El Barranco är i huvudsak ett öppet busklandskap.